# Зажеч-Луковський
Зажеч-Луковський (пол. Zarzecz Łukowski) — село в Польщі, у гміні Луків Луківського повіту Люблінського воєводства.
Населення — 252 особи (2011).
У 1975-1998 роках село належало до Седлецького воєводства.

## Демографія
Демографічна структура станом на 31 березня 2011 року:
|          | Загалом | Допрацездатний вік | Працездатний вік | Постпрацездатний вік |
| -------- | ------- | ------------------ | ---------------- | -------------------- |
| Чоловіки | 118     | 23                 | 79               | 16                   |
| Жінки    | 134     | 33                 | 71               | 30                   |
| Разом    | 252     | 56                 | 150              | 46                   |